# アルバート・マイアー
アルバート・ジェイムズ・マイアー（英:Albert James Myer、1829年9月20日-1880年8月24日）は、アメリカ陸軍の軍医であり、士官である。南北戦争の直前に最初の信号士官長となり「ウィグ・ワグ」信号（あるいは無線送信術）の発明者となったことで、アメリカ陸軍信号司令部の父として知られ、アメリカ国立気象局の父としても知られている。

## 初期の経歴
マイアーはニューヨーク州ニューバーグで、ヘンリー・ビークマンとエレノア・マクラナハンのマイアー夫妻の息子として生まれた.。家族はニューヨーク州西部に移転し、1834年に母が死んだ後は主に、バッファローにいた叔母に育てられた。電報手として働いた後、13歳の時にニューヨーク州ジェニーバのジェニーバ大学（現在のホバート・アンド・ウィリアム・スミス大学）に入学した。一時期はニューヨーク州電信会社で働きながら、1851年にはバッファロー医大から医学博士の学位を受けた。その学位論文は「ろうあ者のための新しい手話」であり、それには後に無線電信術で使われることになる概念が入っていた。マイアーはその家族から大きな財産を相続したが、大望があり、知的好奇心が旺盛だった。「かれは特に概念や原理を確立するやり方、それに続いて至る所隈無く探り、それに、あるいはそれから得られるものを発展させるやり方で注目された」と言われた。
マイアーはフロリダ州で個人医院を開業し、その後アメリカ陸軍の軍医補としての任官を求め、1854年9月18日に入隊すると、テキサス州ダンカン砦および同州ジェフ・デイビス郡デイビス砦で勤務した。医学以外に当時の主要な興味は、単純な符号と軽い材料を使って長距離で信号を伝える仕組みを編み出すことだった。この符号伝達の仕組みは、「ウィグ・ワグ」信号、あるいは「無線送信術」と呼ばれる一つの信号旗（夜間はランタンか灯油松明）を使う物であり、南北戦争の南北両軍やその後で採用され使われることになった。

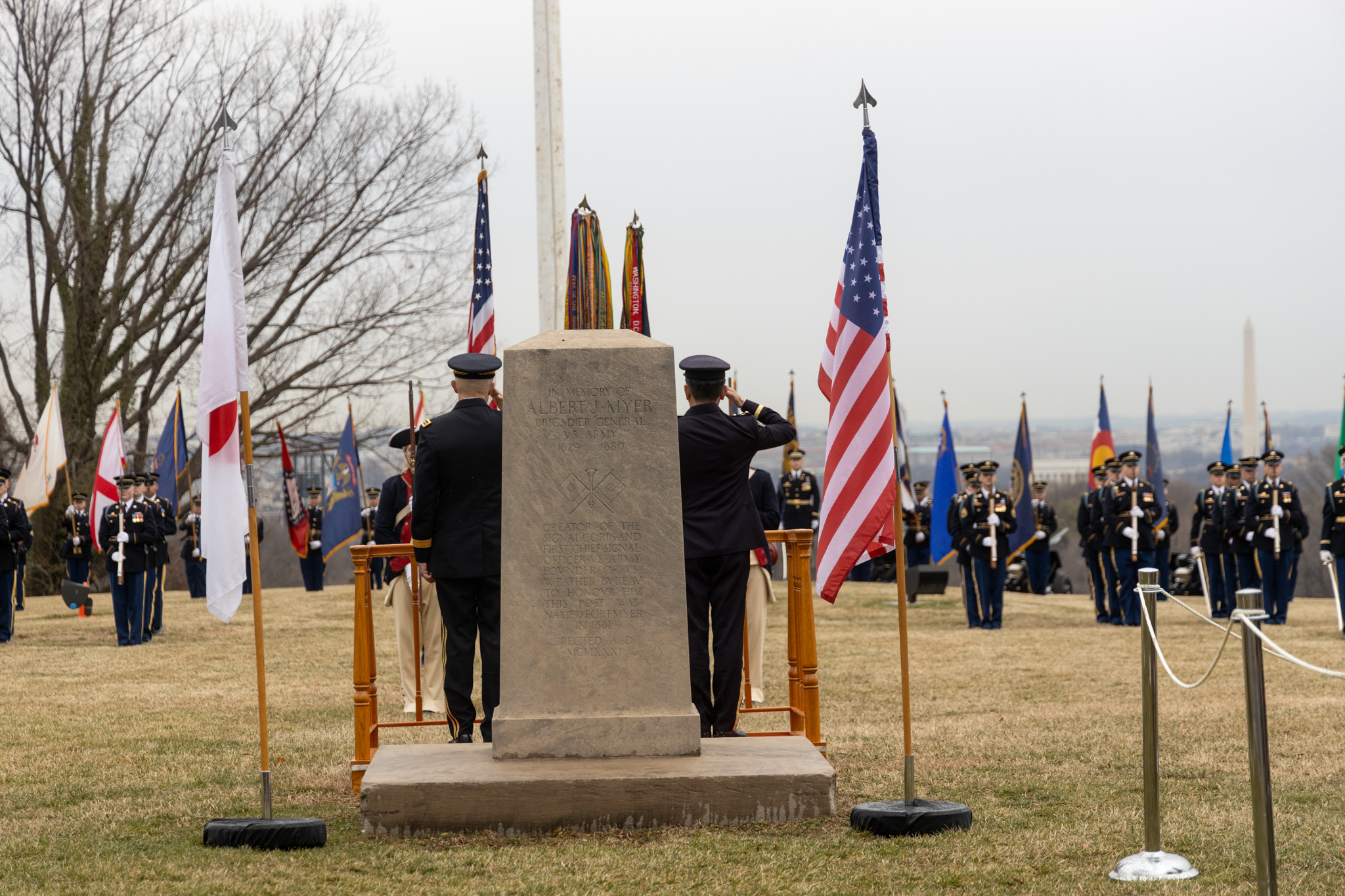
アルバート・マイアー 記念碑

マイアーの信号伝達は手旗信号と混同されるべきではない。ウィグ・ワグは1つの旗を前後に振って2進数を表すもので、概念的にはモールス信号に似ていた。手旗信号は2本の旗を用い、旗の持ち方で固有の文字を意味させて送るものだった。アメリカ陸軍信号司令部の公式紋章は手旗信号の旗を十字に組み合わせたものとなった。
1858年、陸軍はマイアーの発明に興味を持ち、「信号伝達の原理と計画、戦場における使い方、および軍隊に導入する方法」について調査する委員会を指名した。マイアーはロバート・E・リー中佐が委員長を務める委員会に出頭し、その発明を現場でテストすることを承認させた。マイアーはニューヨーク港周辺でその年4月に始まった現場テストを遂行した。このテストは成功し、アメリカ合衆国陸軍長官ジョン・B・フロイドがアメリカ合衆国議会に対して、陸軍がマイアーの発明を採用すること、ならびにマイアーを信号士官長に指名することを推薦した。議会は、上院でミシシッピ州選出のジェファーソン・デイヴィス上院議員から反対があったものの、マイアーを少佐と信号士官長に指名し、信号司令部を創設することを承認した。マイアーはナバホ族インディアンに対する作戦でさらに現場テストを行うためにニューメキシコ方面軍に派遣された。
1857年8月24日、マイアーはバッファローの著名な弁護士の娘、キャサリン・ウォルデンと結婚し、夫妻には6人の子供が生まれた。

## 信号司令部と南北戦争
1860年6月21日、アメリカ合衆国陸軍省からの手紙で、マイアーが実効の上がらない信号司令部を新しく組織し、指揮を執るよう命令を伝えてきた。その命令は機器の予算として2,000ドルと、6月27日付けでマイアーの少佐昇進も承認していた。マイアーは軍隊の他部署から選抜できる部下を募集する責任に直面した。信号司令部は、マイアーが大佐に昇進した1863年3月3日まで公式の軍隊組織として始動しなかった。この期間、マイアーはまずベンジャミン・バトラー少将の下でバージニア州モンロー砦に勤務して、教育キャンプを設立し、続いてジョージ・マクレラン少将のポトマック軍で信号士官長となり、半島方面作戦からアンティータムの戦いまで従軍した。この期間に、ハノーバー・コートハウスの戦いでの功績で正規軍の中佐に、マルバーンヒルの戦いで大佐にそれぞれ名誉昇進した。
皮肉なことに、マイアーの信号伝達法を戦場で使ったのは南軍のエドワード・ポーター・アレクサンダー大尉であり、1861年7月の第一次ブルランの戦いでだった。アレクサンダーはマイアーの部下であり、ニューヨーク港で現場テストをしたときに助手を務めていた。
マイアーはその無線送信術に加えて野戦での通信に電気信号を送る必要性を認識した。ベアズリー・テレグラフと呼ばれる装置を支援するために野戦用電信輜重隊を導入した。これはモールス信号のキーを叩く代わりにダイアルを回すものであり、送信士の訓練をあまり必要としないように開発された。
マイアーの信号司令部は事実上、民間の電信士を主に使っている陸軍省の部局である陸軍電信部とは別の組織だった。この機能については陸軍長官補と多くの組織上の論争を行い、何度かは電信操作全てを統御しようとした。信頼性に劣るベアズリー・テレグラフ装置を排除し、信号司令部に電信士訓練者を引き抜こうとした時に、陸軍長官エドウィン・スタントンが1863年11月15日にマイアーをその信号士官長の地位から解任し 、ワシントンD.C.から追い出す任務を与えて、実質的に追放した。
マイアーはイリノイ州カイロからテネシー州メンフィスまでのミシシッピ川を定常的に偵察行動する中で、「アメリカ合衆国陸軍と海軍のための信号マニュアル」を書いた。1864年6月、エドワード・キャンビー少将がマイアーを西ミシシッピ地区軍信号士官に指名した。マイアーはキャンビーの下で、北軍側に入ってくる脱走兵や逃亡者を尋問するための仕組みを考案することで信号司令部の仕事に新しい任務を付け加えた。また、陸軍と海軍の間で日常的な伝言を送信するための符号送信システムを開発した。アラバマ州モービル地区での作戦のために通信計画を作成し、アメリカ海軍と共にゲインズ砦の降伏に立ち会った。1864年8月から1865年に掛けては、メキシコ湾方面軍の信号士官となった。
マイアーはモービル方面作戦を準備している時に、1863年に解任される以前に受けていたはずの大佐と信号士官長の指名がアメリカ合衆国上院において確認されずに撤回され、このために少佐の位に戻ったという面白くない報せを受け取った。マイアーは1865年初期に、弁護士や政治的コネを使ってこの不当と考える処置を正そうと試みた。1866年7月28日、ユリシーズ・グラント中将とアンドリュー・ジョンソン大統領の影響力に反応する形で、議会は信号司令部の再組織化を認め、マイアーは再び大佐の位と信号士官長を手に入れた。宿敵エドウィン・スタントンがそのマイアーの復職について伝えなければならなかった1866年10月30日、マイアーはこの勝利の報せに特に喜んだ。マイアーは1867年2月までその地位を確認されず、1867年8月まで実際の任務に就く命令もなかった。その新しい任務には電報運営の統御も含んでおり、彼をその地位から外すことになった論争も解決した。
マイアーは1865年3月13日付けで、信号司令部を創設した功績に対し、准将への名誉昇進を受けた。正規軍准将としての発令はその死の2ヶ月前になる1880年6月16日に来た。

## 戦後の経歴
1870年2月9日、アメリカ合衆国議会は「大陸内部の軍事基地とアメリカ合衆国の各州および準州の他の地点での気象観測、さらには北部の諸湖と海岸地域で嵐の接近を電報と信号で報せること」を承認した。この任務は以前スミソニアン博物館が行っており、マイアーが嵐に関する情報伝達に興味を持っていたので、その信号司令部に振り当てられた。これがアメリカ合衆国気象局、後のアメリカ海洋大気庁の誕生となった。
マイアーはアメリカ陸軍におけるヘリオグラフ開発の提唱者だった。1877年にまだ実験中だったヘリオグラフの器械をイギリス軍から取り寄せ、モンタナ州のイェローストーン方面軍にいたネルソン・マイルズ将軍に送った。マイルズはヘリオグラフの使い方に習熟し、アリゾナ州でのアパッチ族に対する作戦で大いに活用した。
マイアーは1867年8月21日から1880年にニューヨーク州バッファローで腎炎で死ぬまで信号司令部の長を務めた。バッファローのフォレストローン墓地にあるウォルデン・マイアー廟に葬られている。

## 遺産
マイアーは幾つかの地名などでその栄誉を称えられている。バージニア州のホイップル砦は1881年にマイアー砦と改名された。1950年代に建造されたアメリカ海軍の海底ケーブル敷設船USNSアルバート・J・マイアー（T-ARC-6、元はアメリカ陸軍の艦船）、ニュージャージー州モンマス砦にあるアメリカ陸軍通信電子司令部の信号本部ビルにあたるアルバート・J・マイアー・センター、バッファロー・ナイアガラ国際空港のアルバート・J・マイアー予報設備がこれにあたる。
1872年、ホバート大学はマイアーに名誉法学博士号を贈り、1875年、ユニオン大学は名誉医学博士号を贈った。